# Marathon Cup 8 2023; Club-assistent Brabantcup 1
De Marathonschaatsen 2023/2024 Marathon Cup 8 2023; Club-assistent Brabantcup 1 was de achtste wedstrijd van het Marathonseizoen die op zaterdag 16 december 2023 plaatsvond op Schaats- en Racketcentrum Breda. Het was de eerste wedstrijd van de Club-assistent Brabantcup. 
Er was geen beloften wedstrijd voor mannen. 
Harm Visser had de top-divisie wedstrijd bij de mannen gewonnen. De klassementsleider was in de sprint van een kopgroep Bart Swings te snel af. De stand van het duel tussen de oranjepakdrager en de wereldkampioen massastart kwam daarmee op 2-1 in het voordeel van Visser die met een grote vreugdekreet zijn zesde overwinning van het seizoen vierde. Evert Hoolwerf snelde achter het rappe tweetal naar de derde plaats. Bij de top-divisie vrouwen won Arianna Pruisscher haar allereerste marathonoverwinning op het hoogste niveau behaald. Pruisscher reed in de finale solo weg en profiteerde optimaal van de overmacht van haar ploeg in een kopgroep van zes. Ploeggenote Marijke Groenewoud sprong nadat de concurrentie was moegestreden nog weg en soleerde achter Pruisscher naar de tweede plaats. Esther Kiel mocht als de nummer drie naar het podium. Klassementsleidster Elsemieke van Maaren, die de kopgroep miste, blijft in het bezit van het oranje leiderspak. 
Eline Cox won de beloften vrouwen wedstrijd. Cox reed net als de afgelopen weken aanvallend en werd daarvoor op de streep beloond. Samen met Manon Gremmen ontsnapte Cox in de finale uit een kopgroep van vijf nadat een eerdere soloaanval van Britt van Wees was verijdeld. Op de streep drukte Cox haar schaats net iets eerder over de meet voordat zij ten val kwam. De jury wees Cox als winnares aan voor Gremmen. Anna Marit Sybrandi die achter Van Wees vierde werd, pakte het oranje leiderspak terug van Jet Fransen die de pelotonsprint om plaats zes won.

## Tijdschema
| um                        | Tijd (CET) | Onderdeel           |
| ------------------------- | ---------- | ------------------- |
| Zaterdag 16 december 2023 | 18:00      | Beloften vrouwen    |
| Zaterdag 16 december 2023 | 19:00      | Top-divisie vrouwen |
| Zaterdag 16 december 2023 | 20:15      | Top-divisie mannen  |

## Podia
| Klasse             | Eerste             | Tweede             | Derde          |
| ------------------ | ------------------ | ------------------ | -------------- |
| Topdivisie mannen  | Harm Visser        | Bart Swings        | Evert Hoolwerf |
| Topdivisie vrouwen | Arianna Pruisscher | Marijke Groenewoud | Esther Kiel    |
| Beloften vrouwen   | Eline Cox          | Manon Gremmen      | Britt van Wees |

## Top-divisie mannen[2]
| #      | Rijder             | Nationaliteit | Ploeg                           | Ronde | Punten |
| ------ | ------------------ | ------------- | ------------------------------- | ----- | ------ |
| Goud   | Harm Visser        | Nederland     | Jumbo-Visma                     | 126   | 30,1   |
| Zilver | Bart Swings        | België        | OKAY/Interfarms                 | 126   | 26     |
| Brons  | Evert Hoolwerf     | Nederland     | Team Reggeborgh                 | 126   | 23     |
| 4      | Crispijn Ariëns    | Nederland     | Team Reggeborgh                 | 126   | 22     |
| 5      | Jordy Harink       | Nederland     | Royal A-ware                    | 126   | 21     |
| 6      | Jeroen Janissen    | Nederland     | OKAY/Interfarms                 | 126   | 20     |
| 7      | Bart Vreugdenhil   | Nederland     | Talentenploeg                   | 126   | 19     |
| 8      | Daan Gelling       | Nederland     | Royal A-ware                    | 126   | 18     |
| 9      | Homme Jan de Groot | Nederland     | Bouwselect / De Haan Westerhoff | 126   | 17     |
| 10     | Maikel Stam        | Nederland     | VGR Sport / Mechan Groep        | 126   | 16     |
| 11     | Klaas Poortinga    | Nederland     | Sprog                           | 126   | 15     |
| 12     | Mats Stoltenborg   | Nederland     | Jumbo-Visma                     | 126   | 14     |
| 13     | Luc ter Haar       | Nederland     | Bouwselect / De Haan Westerhoff | 126   | 13     |
| 14     | Robert Post        | Nederland     | Jumbo-Visma                     | 125   | 7      |
| 15     | Christiaan Haasjes | Nederland     | Sprog                           | 125   | 6      |
| 16     | Kevin Hoekstra     | Nederland     | Bouwselect / De Haan Westerhoff | 125   | 5      |
| 17     | Wisse Slendebroek  | Nederland     | OKAY/Interfarms                 | 125   | 4      |
| 18     | Niels Overvoorde   | Nederland     | Sportchaletviehhofen.at         | 125   | 3      |
| 19     | Joram Verkerk      | Nederland     | VGR Sport / Mechan Groep        | 125   | 2      |
| 20     | Daan Berkhout      | Nederland     | Van Ramshorst Renault           | 125   | 1      |

125 ronden
1:08:36uur (gem. 32,9sec) 43,7km/h

## Uitslag Top-divisie vrouwen[3]
| #      | Rijder                 | Nationaliteit | Ploeg                               | Ronde | Punten |
| ------ | ---------------------- | ------------- | ----------------------------------- | ----- | ------ |
| Goud   | Arianna Pruisscher     | Nederland     | Team Albert Heijn Zaanlander        | 81    | 30,1   |
| Zilver | Marijke Groenewoud     | Nederland     | Team Albert Heijn Zaanlander        | 81    | 26     |
| Brons  | Esther Kiel            | Nederland     | BDM-BTZ                             | 81    | 23     |
| 4      | Loesanne van der Geest | Nederland     | PGM Bakker                          | 81    | 22     |
| 5      | Dieuwertje van Kalken  | Nederland     | Turner                              | 81    | 21     |
| 6      | Emma Engbers           | Nederland     | VGR Sport / Vreugdenhil Dairy Foods | 81    | 20     |
| 7      | Tessa Snoek            | Nederland     | VGR Sport / Vreugdenhil Dairy Foods | 80    | 14     |
| 8      | Gioya Lancee           | Nederland     | BDM-BTZ                             | 80    | 13     |
| 9      | Maaike Verweij         | Nederland     | Team Albert Heijn Zaanlander        | 80    | 13     |
| 10     | Lianne van Loon        | Nederland     | KNSB Inline Selectie                | 80    | 11     |
| 11     | Hilde Noppert          | Nederland     | Bouwbedrijf de Vries                | 80    | 10     |
| 12     | Elsemieke van Maaren   | Nederland     | BDM-BTZ                             | 80    | 9      |
| 13     | Yvonne Nauta           | Nederland     | A6.nl / KMC                         | 80    | 8      |
| 14     | Beau Wagemaker         | Nederland     | PGM Bakker                          | 80    | 7      |
| 15     | Nienke Smit            | Nederland     | Haak powered by OCRE                | 80    | 6      |
| 16     | Iris van der Stelt     | Nederland     | PEER racefietsen Wijk en Aalburg    | 80    | 5      |
| 17     | Femke Mossinkoff       | Nederland     | Van Ramshorst Renault               | 80    | 4      |
| 18     | Pien van den Bos       | Nederland     | Wokke Vastgoed                      | 80    | 3      |
| 19     | Evi Gelling            | Nederland     | Turner                              | 80    | 2      |
| 20     | Janne Berkhout         | Nederland     | Van Ramshorst Renault               | 80    | 1      |

80 ronden
0:47:12uur (gem. 35,4sec) 40,7km/h

## Uitslag Top-divisie vrouwen[4]
| #      | Rijder                    | Nationaliteit | Ploeg                               | Ronde | Punten |
| ------ | ------------------------- | ------------- | ----------------------------------- | ----- | ------ |
| Goud   | Eline Cox                 | Nederland     |                                     | 61    | 30,1   |
| Zilver | Manon Gremmen             | Nederland     | Husqvarna / Praktijk Centrum Bomen  | 61    | 26     |
| Brons  | Britt van Wees            | Nederland     | Wokke Vastgoed                      | 61    | 23     |
| 4      | Anna Marit Sybrandi       | Nederland     | Boltrics                            | 61    | 22     |
| 5      | Iris Schultinga           | Nederland     | Speelman / Exclusief Vastgoedbeheer | 61    | 21     |
| 6      | Jet Fransen               | Nederland     | Wokke Vastgoed                      | 60    | 15     |
| 7      | Mayke Vriesinga           | Nederland     |                                     | 60    | 14     |
| 8      | Maaike Koelewijn          | Nederland     | Fortune Coffee                      | 60    | 13     |
| 9      | Carla Ketellapper-Zielman | Nederland     | Vector                              | 60    | 12     |
| 10     | Lidia Tempert             | Nederland     | Boltrics                            | 60    | 11     |
| 11     | Viviana Rodríguez Rojas   | Chili         | 21Adventures.nl                     | 60    | 10     |
| 12     | Mirjam Thomas             | Nederland     | Gewest Fryslan / Victron Energy     | 60    | 9      |
| 13     | Rienke Boonstra           | Nederland     | Leontienhuis                        | 60    | 8      |
| 14     | Esmée Brommer             | Nederland     | PGM Bakker                          | 60    | 7      |
| 15     | Manon Gremmen             | Nederland     | Husqvarna / Praktijk Centrum Bomen  | 60    | 6      |
| 16     | Iris Tiben                | Nederland     | Wokke Vastgoed                      | 60    | 5      |
| 17     | Floor Besteman            | Nederland     | Vector                              | 60    | 4      |
| 18     | Bianca van der Meer       | Nederland     | The B team                          | 60    | 3      |
| 19     | Tijn Borst                | Nederland     | Gewest Fryslan / Victron Energy     | 60    | 2      |
| 20     | Sterre Kuijs              | Nederland     | Haak                                | 60    | 1      |

60 ronden
0:36:07uur (gem. 36,1sec) 39,9km/h

### Snelste wedstrijdgemiddelde
| Klasse              | Snelste gemiddelde       | Tijd     | Ronden | Schaatsster        | Nationaliteit | Ploeg                        |
| ------------------- | ------------------------ | -------- | ------ | ------------------ | ------------- | ---------------------------- |
| Top-divisie Mannen  | 43,7 km/h (gem. 32,9sec) | 01:08:36 | 125    | Harm Visser        | Nederland     | Jumbo-Visma                  |
| Top-divisie Vrouwen | 40,7 km/h (gem. 35,4sec) | 00:47:12 | 80     | Arianna Pruisscher | Nederland     | Team Albert Heijn Zaanlander |
| Beloften Vrouwen    | 39,9 km/h (gem. 36,1sec) | 00:36:07 | 60     | Eline Cox          | Nederland     |                              |

Eendaagse wedstrijden:
NK kunstijs · 
Amsterdam · 
Open NK natuurijs · 
Winterswijk · 
Noordlaren ·
 Open VK natuurijs

Marathon Cup:
1. Groningen · 
2. Utrecht · 
3. Heerenveen ·
4. Den Haag · 
5. Haarlem · 
6. Hoorn · 
7. Deventer · 
8. Breda · 
9. Groningen · 
10. Tilburg · 
11. Heerenveen · 
12. Eindhoven · 
13. Alkmaar ·
14. Amsterdam · 
15. Finale Leeuwarden

Grand Prix:
 Weissensee:
Aart Koopmans Memorial · 
Sprint · 
Alternatieve Elfstedentocht ·
 Luleå:
Marathon · 
Sprint · 
Sea Ice Classic

Klassementen: KNSB Cup ·
Jongeren · 
Ploegen ·
Grand Prix ·
Brabantcup ·
Natuurijs vierdaagse
Lijst van schaatsmarathonrijders 2023/2024